# Dicranomyia (Caenoglochina) hoffmani
Dicranomyia (Caenoglochina) hoffmani is een tweevleugelige uit de familie steltmuggen (Limoniidae). De soort komt voor in het Neotropisch gebied.